# Phạm Văn Cội
Phạm Văn Cội (1940 – 1967) là một Anh hùng lực lượng vũ trang nhân dân Việt Nam.

## Tiểu sử và sự nghiệp
Phạm Văn Cội quê ở xã Nhuận Đức, huyện Củ Chi, tỉnh Gia Định. Vốn là một thợ cạo mủ cao su, năm 1960, ông bỏ việc về quê hương tham gia du kích. Cuối năm 1963, khi quân Mỹ tấn công vào Củ Chi, tổ chiến đấu do Phạm Văn Cội chỉ huy đã dùng lựu đạn tự tạo đánh đứt xích một chiếc xe tăng Mỹ. Đây là trận đầu tiên trong lịch sử mà quân dân Củ Chi đánh hỏng xe tăng đối phương bằng lựu đạn.
Trong chiến dịch Crimp năm 1966, Phạm Văn Cội chỉ huy tổ du kích, trong tám ngày giết 111 lính Mỹ, bắn rơi bảy máy bay trực thăng, một phản lực và phá hỏng nhiều xe cơ giới. Tháng 2 năm 1966, ông năm lần chỉ huy du kích tập kích căn cứ Mỹ; một mình ông phá hủy sáu xe bọc thép. Tháng 4 năm 1966 ông đột kích vào tận căn cứ Đồng Dù, gài mìn diệt hai xe.
Năm 1967, trong một trận chống càn, Phạm Văn Cội hi sinh.

## Vinh danh
Phạm Văn Cội được truy tặng danh hiệu anh hùng lực lượng vũ trang nhân dân giải phóng ngày 17 tháng 9 năm 1967. Tên ông được đặt cho một số địa danh ở Củ Chi như xã Phạm Văn Cội, nông trường Phạm Văn Cội, trường mầm non Phạm Văn Cội, tiểu học Phạm Văn Cội, THCS Phạm Văn Cội.